# Mateus Luís Grou
Mateus Luís Grou, também conhecido como Mateus Domingos (c. 1570, São Paulo — 1658, Jundiaí), foi um bandeirante caboclo paulista.

## Biografia
Era filho do português Domingos Luís Grou, casado no Brasil com a índia Guaçu, filha do Cacique da aldeia de Carapucuíbas, batizada Maria da Penha.
Sua irmã Ana Luís Grou, morta idosa em 1644 em Parnaíba, com testamento, foi casada com Vicente Bicudo, da ilha de São Miguel, e depois com Jerônimo de Brito. Outra irmã, Hilária Luís Grou, foi casada com o Capitão-mor Belchior Dias Carneiro falecido em 1607 no sertão, o descobridor das minas do Vuturuna, perto de Parnaíba, filho de Lopo Dias e de Beatriz Ramalho. Um irmão foi Luís Anes Grou, ou Yanes Grou, chamado o Velho, casado com Guiomar Rodrigues. Outra irmã, Maria Luís Grou, casou com o capitão Simão Álvares filho de Marcos Fernandes e de Maria Afonso; morreu em 1643. Um irmão, Antônio Luís Grou, natural de São Paulo, casou com Guiomar Bicudo filha do Ouvidor de São Paulo, Antônio Bicudo Carneiro, da ilha de São Miguel, e de Izabel Rodrigues. O irmão mais velho era Domingos Luís Grou, apelidado o moço.
Fez em entradas desde 1607, integrou a bandeira de Antônio Raposo Tavares ao Guairá em 1628. Mateus morreu em Jundiaí, inventariado, em 1658. Desde 1632 tinha sesmaria em Juqueri-mirim.
Silva Leme estuda sua descendência no volume I pg 21 de sua «Genealogia Paulistana».
Casou com Isabel de Pinha Cortes filha de Brás de Piña e Isabel Lopes. Tiveram sete filhos:
1. Antônio Luís de Pinha
2. Domingos Luís Grou
3. Maria Luís, casada com José de Oliveira d'Horta
4. Maria de Pinha que foi casada com Pedro de Melo Cantinho, falecido em 1654 no sertão, e já estava casada em 1658 com Antônio da Mota de Morais
5. Isabel de Pinha casada com Manuel Antunes Preto
6. Ana de Pinha, solteira em 1658
7. Catarina Luís, casada com Baltasar de Magalhães morto em 1671 em Jundiaí